# Hilda rubrospersa
Hilda rubrospersa är en insektsart som beskrevs av Ronald Gordon Fennah 1957. Hilda rubrospersa ingår i släktet Hilda och familjen Tettigometridae. Inga underarter finns listade i Catalogue of Life.